# ويليام غريني
ويليام غريني (بالإنجليزية: William Greene) هو سياسي أمريكي، ولد في 16 مارس 1695 بوارويك في الولايات المتحدة، وتوفي في 22 فبراير 1758 ببروفيدنس في الولايات المتحدة.